# Catedral de Valência
A Catedral de Valência, localizada em Espanha, existe há 758 anos. É um monumento religioso, pois é uma igreja, mas que agora é visitada por vários turistas. O início da sua construção foi em 1262, e terminou no século XVII. Foi construída inicialmente pelo bispo Andreu d'Albalat e posteriormente por vários cristãos. É constituída por pedras, e o seu estilo é principalmente gótico, mas também se pode encontrar barroco, renascimento e neoclassicismo. O que a faz ser diferente dos outros monumentos do género, é o facto de manter e conter lá, o Santo Graal.